# غريغ سولتون
غريغ سولتون (19 أبريل 1977 بمونتريال في كندا - ) هو لاعب كرة قدم كندي في مركز حراسة المرمى. شارك مع منتخب كندا لكرة القدم. أما مع النوادي، فقد لعب مع إمباكت مونتريال وشيكاغو فاير ونادي تورونتو ونيويورك ريد بولز وIndiana Blast ‏ وCincinnati Riverhawks ‏ وLehigh Valley Steam ‏ ومونتريال إمباكت (1992–2011).

## وصلات خارجية
- غريغ سولتون على موقع الدوري الأمريكي (الإنجليزية)
- غريغ سولتون على موقع قاعدة بيانات كرة القدم.إي يو (الإنجليزية)
- غريغ سولتون على موقع ناشيونال فوتبول تيمز (الإنجليزية)